# Alexander Borissowitsch Jeljaschewitsch

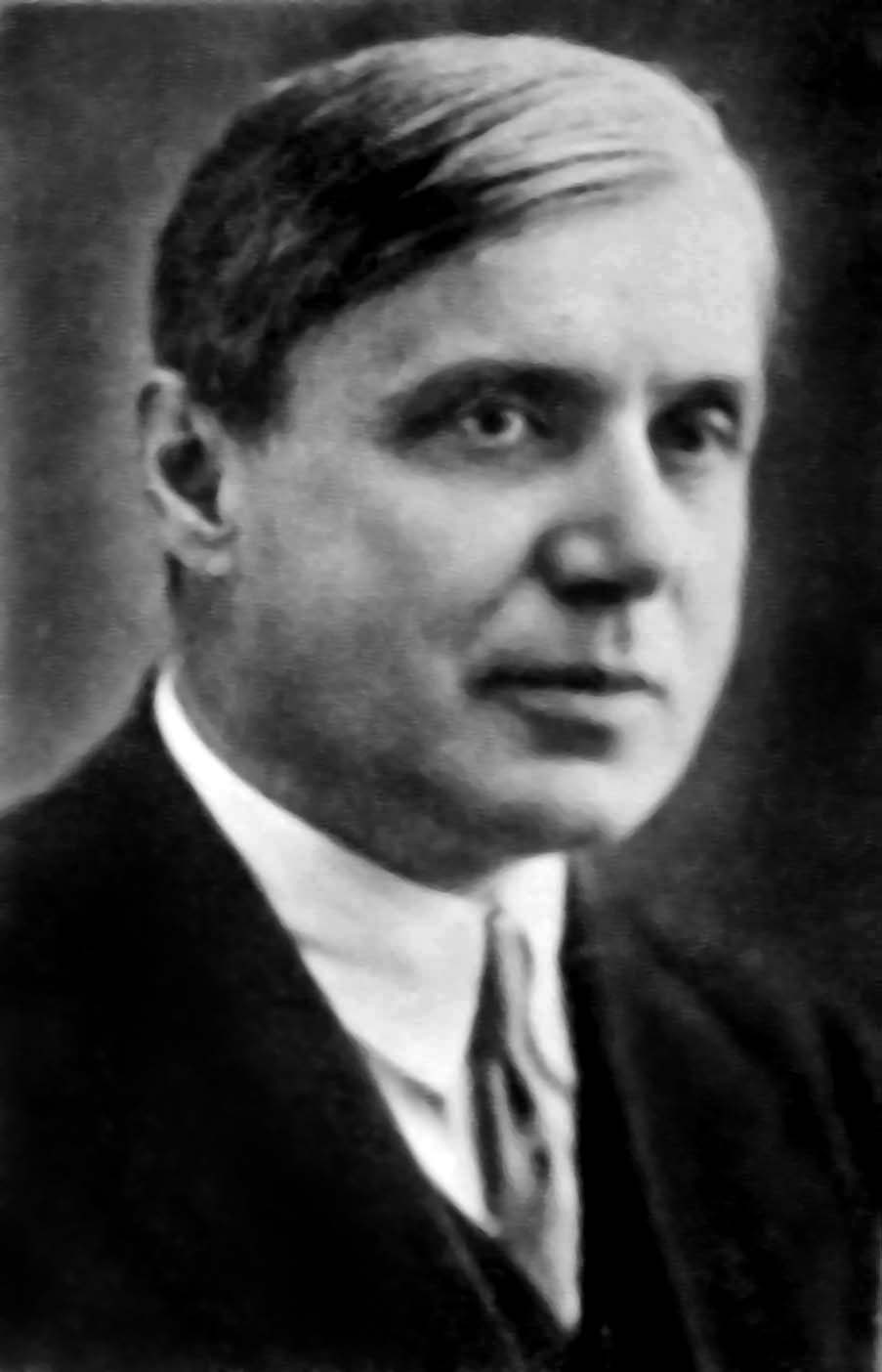
Alexander Borissowitsch Jeljaschewitsch (1930er Jahre)

Alexander Borissowitsch Jeljaschewitsch (russisch Александр Борисович Ельяшевич; * 27. Januarjul. / 8. Februar 1888greg. in Irkutsk; † 22. November 1967 in Leningrad) war ein russischer Ökonom und Hochschullehrer.

## Leben
Jeljaschewitsch war der Sohn des Militärarztes und Vorstandsmitglieds des Irkutsker jüdischen Bethauses Awraam Akimowitsch Jeljaschewitsch und seiner Frau Raissa Abramowna (Rochlja Abram-Hirschowna) geborene Rosenkranz. In dieser Zeit war Irkutsk ein Verbannungsort für Teilnehmer der revolutionären Bewegung, so dass sich in der Stadt nach der Verbüßung ihrer Strafe viele junge Leute befanden, die der Geheimgesellschaft Narodnaja Wolja angehörten. Jeljaschewitsch beteiligte sich ab 1900 am Lesen revolutionärer Literatur in Schülergruppen des Irktutsker Gymnasiums. In der 7. Klasse gründete er mit anderen die Gesellschaft für Selbstbildung und Brüderlichkeit. Als sich 1901 die Partei der Sozialrevolutionäre (SR) bildete, schloss sich Jeljaschewitsch ihr an. 1903 wurde er wegen Redaktion der Schülerzeitschrift festgenommen. Er bestritt die Beteiligung an der Redaktion und wurde bald gegen Kaution freigelassen. 1904 wurde das Verfahren eingestellt. Unter dem Eindruck der Attentate der Sozialrevolutionäre Stepan Walerianowitsch Balmaschow und Jegor Sergejewitsch Sosonow auf die Innenminister Stepan Walerianowitsch Balmaschow und Wjatscheslaw Konstantinowitsch von Plehwe trat Jeljaschewitsch 1904 in die SR ein und beteiligte sich an der Propagandaarbeit der SR in Irkutsk.
Nach Beginn der Russischen Revolution 1905 und Abschluss des Gymnasiums in Irkutsk begann Jeljaschewitsch im September 1905 das Studium an der Fakultät für Ökonomie des St. Petersburger Polytechnischen Instituts, wo er sich sogleich der SR-Studentengruppe anschloss. Wegen der zunehmenden revolutionären Ereignisse wurde der Lehrbetrieb zeitweise eingestellt. Jeljaschewitsch wurde von der SR als Propagandist zu den Arbeitern der Warschauer Eisenbahn geschickt. Bald gehörte er zum Büro der Oratoren, zu dem auch Jewgenija Moissejewna Ratner, Eugen Leviné, der später in der Münchner Räterepublik eine wichtige Rolle spielte, und Mark Weniaminowitsch Wischnjak gehörten. Unter dem Pseudonym Mirski agitierte Jeljaschewitsch die Arbeiter großer Werke und der Nikolaibahn und wurde mit Nikolai Dmitrijewitsch Awksentjew und Wiktor Michailowitsch Tschernow bekannt. Im Juli 1906 wurde er in das St. Petersburger SR-Stadtkomitee aufgenommen. Kurz danach wurde er nach Auflösung der 1. Staatsduma im Juli 1906 verhaftet. Während der mehrmonatigen Haft im Kresty-Gefängnis, das eine gute Bibliothek besaß, studierte er fremde Sprachen und Philosophie. Schließlich wurde er mangels Beweisen freigelassen. Er setzte seine Agitationstätigkeit fort und pflegte die Kontakte mit Michail Abramowitsch Lewensson und anderen Vertretern des terroristischen Flügels der SR. Jeljaschewitschs radikale Tätigkeiten beunruhigten seine Verwandten und Freunde, so dass ein Lehrer am Polytechnischen Institut ihm dringend riet, das Land zu verlassen. Anfang 1907 ging Jeljaschewitsch vor einer drohenden Verhaftung nach München und Heidelberg, wo er 6 Monate blieb. Da es dort keine aktiven SR-Gruppen gab, studierte er. Als SR-Vertreter wurde er zum 7. Kongress der II. Internationale im August 1907 in Stuttgart eingeladen, an dem auch W. M. Tschernow und Ilja Issidorowitsch Fondaminski für die SR und Vertreter der Sozialdemokratischen Arbeiterpartei Russlands, darunter der Führer der Bolschewiki-Delegation Lenin, teilnahmen.
Nach seiner Rückkehr Anfang 1908 wollte Jeljaschewitsch sein Studium fortsetzen, zumal die Doppelrolle des Leiters der SR-Kampforganisation Jewno Fischelewitsch Asef bekannt wurde. Er heiratete die Ökonomin  Jekaterina Michailowna Filiptschenko (1887–1942, Schwester der Frau des Sozialrevolutionärs D. D. Donskoi und Nichte des Dichters Andrei Bely). Als das Polytechnische Institut ihm wieder riet, wegen einer drohenden Verhaftung das Land zu verlassen, reiste er mit seiner Frau im Mai 1908 nach München und studierte nun an der Universität München bei Lujo Brentano. Am 21. August 1908 wurde Jeljaschewitschs Sohn Michail geboren. Jeljaschewitsch blieb zwar Mitglied der SR im Ausland und hielt die Kontakte insbesondere mit Jan Lachowiecki, aber er beteiligte sich nicht mehr an den SR-Aktivitäten und konzentrierte sich auf das Ökonomie-Studium.
Im Juni 1913 kehrte Jeljaschewitsch mit seiner Familie nach Irkutsk zurück. Zu Beginn des Ersten Weltkriegs wurde er als Jude mit höherer Bildung als Einjährig-Freiwilliger als Batterieführer in die 12. Sibirische Schützenartilleriebrigade aufgenommen. Er war an der Front berittener Aufklärer und erhielt für seine Furchtlosigkeit zwei Georgskreuze (IV. und III. Klasse). Er gründete eine SR-Gruppe und kam in engeren Kontakt mit dem Philosophen Fedor Stepun.
Nach der Februarrevolution 1917 konnte die SR legal tätig werden. Ende Februar 1917 ging Jeljaschewitsch in Urlaub, um nicht mehr in die Kaiserlich Russische Armee zurückzukehren. Er wurde vom Kriegsministerium der Provisorischen Regierung auf Antrag des Militärindustrie-Komitees in das Moskauer Militärindustrie-Komitee abkommandiert. In Moskau traf er sich mit seinen alten SR-Bekannten Mark Weniaminowitsch Wischnjak, Matwei Lwowitsch Kogan-Bernstein und Jewgenija Moissejewna Ratner, worauf er zur SR-Organisationskonferenz im März und April 1917 eingeladen wurde. Dort setzte er sich entgegen der Meinung des künftigen Ministers der Provisorischen Regierung Semjon Leontjewitsch Masslow im Hinblick auf die Stimmung in der Armee für einen sofortigen Friedensschluss ein. Jedoch passte er sich bereits im Juni 1917 der Meinung der SR-Parteiführung an, dass ein Frieden nur zusammen mit den Verbündeten der Triple Entente geschlossen werden könnte, als er in das Arbeitsministerium der Provisorischen Regierung in Petrograd abgeordnet wurde. Auf Vorschlag Wischnjaks kandidierte Jeljaschewitsch in der Wahl zur Russischen konstituierenden Versammlung, in der die SR die absolute Mehrheit errang. Nach der Oktoberrevolution berichtete Jeljaschewitsch Ende November 1917 auf dem IV. SR-Kongress über die Regulierung der Industrie und legte einen Resolutionsentwurf vor. Die im Januar 1918 tagende Russische konstituierende Versammlung wurde von der Regierung der Bolschewiki aufgelöst. Im Februar 1918 ging Jeljaschewitsch zusammen mit den Mitgliedern des SR-Zentralkomitees und des Fraktionsbüros der konstituierenden Versammlung nach Moskau, wo sich das Zentralkomitee häufig bei Abram Rafailowitsch Goz in dessen Wohnung traf. Jeljaschewitsch beschäftigte sich mit Wirtschaftsthemen. Er lehnte es ab, mit dem Komitee der Mitglieder der konstituierenden Versammlung nach Samara zu gehen, und war gegen den bewaffneten Kampf gegen die Bolschewiki im Russischen Bürgerkrieg. Am 8. Juli 1918 wurde er in seiner Wohnung von der Tscheka wegen konterrevolutionärer Tätigkeiten verhaftet und blieb im Butyrka-Gefängnis bis zum 10. November 1918.
Anfang März 1919 verließ Jeljaschewitsch mit seiner Familie Moskau und zog nach Saratow. Er erklärte der SR seinen Austritt und seine Zusammenarbeit mit der bolschewistischen Macht. Er widmete sich nun der wissenschaftlichen und pädagogischen Arbeit und arbeitete an der Universität Saratow und am Saratower Institut für Volkswirtschaft, dessen Vizedirektor er war. Am 28. Dezember 1921 beschloss das Plenum des Zentralkomitees der KPdSU aufgrund eines Berichts Feliks Dzierżyńskis ein Gerichtsverfahren gegen das SR-Zentralkomitee. Am 20. März 1922 wurde Jeljaschewitsch von der GPU verhaftet und zum Verhör nach Moskau gebracht. Das Verfahren gegen ihn wurde am 12. April 1922 aufgrund der Amnestie vom 27. Februar 1919 eingestellt. Er diente dann als Zeuge in dem Prozess, in dem 12 SR-Führer die Todesstrafe erhielten mit Aussetzung der Strafe in Abhängigkeit vom Verhalten der SR-Mitglieder, und weitere Angeklagte wurden zu 10 bis 2 Jahren Isolationshaft verurteilt.
Nach dem Prozess erhielt Jeljaschewitsch eine Anstellung beim Obersten Rat für Volkswirtschaft der RSFSR, so dass er im Februar 1923 nach Petrograd zog und Vizegeschäftsführer des Nordwest-Büros für Wirtschaftsplanung wurde. Gleichzeitig lehrte er am neuen Leningrader F.-Engels-Institut für Volkswirtschaft (LINCh), in dem er die Gründung einer Industrie-Abteilung initiierte. 1926 wurde er als Finanz- und Wirtschaftsberater zur chinesischen Kuomintang-Regierung geschickt (bis 1928). Als 1930 auf der Basis des LINCh das Leningrader Institut für Ingenieurwesen und Wirtschaft (INSchEKON) gegründet wurde, leitete er den Lehrstuhl für Industriewirtschaft. Während des Deutsch-Sowjetischen Krieges und der Leningrader Blockade war Jeljaschewitsch mit Lehrern und Studenten des Instituts in Pjatigorsk evakuiert. Während der Besetzung der Stadt durch die Wehrmacht sorgte Jeljaschewitsch als Vertreter des Direktors für das Überleben der Lehrer und Studenten. Nach der Rückkehr nach Leningrad im September 1944 leitete er wieder den Lehrstuhl im INSchEKON.
Im Zusammenhang mit der Leningrader Affäre wurde Jeljaschewitsch am 17. September 1949 verhaftet und entsprechend Artikel 58 des Strafgesetzbuches der RSFSR der Agitation und Propaganda gegen die Sowjetmacht bis 1919 angeklagt, worauf er ohne Berücksichtigung seiner Verdienste, seines Alters und der Fürsprache seines Sohnes Michail, der den Stalinpreis und den Leninorden erhalten sollte, für 5 Jahre nach Kansk verbannt wurde. Sein Sohn Michail begleitete den Gefangenentransport und sorgte mit seinen privilegierten Möglichkeiten, dass sein Vater bei Zwischenaufenthalten in Krankenhäusern gut verpflegt wurde. 1953 wurde Jeljaschewitsch nach Stalins Tod amnestiert und kehrte nach Leningrad zurück. 1960 musste er aus Gesundheitsgründen in den Ruhestand gehen.
Jeljaschewitsch starb 1967 bei einem Verkehrsunfall. Er hinterließ neben seinem Sohn Michail die Tochter Alla (1923–2013), die Kunstwissenschaftlerin wurde. Sie heiratete den Kunstwissenschaftler Juri Alexandrowitsch Russakow (1926–1995), Sohn des Künstlers Alexander Issaakowitsch Russakow und Tatjana Issidorowna Kuperwassers (1903–1972).
Jeljaschewitsch wurde 1989 rehabilitiert.